# Prison School
Prison School (監獄学園 Purizun Sukūru?), también conocida como Kangoku Gakuen, es una serie de manga escrita e ilustrada por Akira Hiramoto. Comenzó su serialización en la revista Weekly Young Magazine de Kodansha el 7 de febrero de 2011. Una adaptación a serie de anime fue producida por J.C.Staff y dirigida por Tsutomu Mizushima. También se ha hecho una serie de acción en vivo de nueve episodios, la cual fue dirigida por Noboru Iguchi. En 2013, la obra recibió el Kodansha Manga Award como mejor manga en la categoría "general", premio compartido con el manga Gurazeni de Yūji Moritaka y Keiji Adachi.

## Argumento
La trama de Prison School se desarrolla en el instituto femenino Hachimitsu, el cual tiene fama de ser uno de los más estrictos y prestigiosos de Tokio. El director de dicho instituto decide cambiar el régimen de la escuela admitiendo también a estudiantes masculinos. Kiyoshi Fujino es uno de estos nuevos estudiantes, y para su sorpresa descubre que él y sus cuatro amigos —Takehito Morokuzu, Shingo Wakamoto, Jōji Nezu y Reiji Andou— son los únicos estudiantes varones entre 1.000 mujeres, y cuya convivencia con ellas es aún más difícil debido a las leyes y reglamentos draconianos por los que se rige la escuela, las cuales fueron establecidas por el denominado Consejo Estudiantil Clandestino, y castiga incluso las infracciones más leves con una estancia en una especie de prisión que posee la escuela.
Después de un intento fallido en colarse a los baños para espiar chicas desnudas, los cinco jóvenes son arrestados por el consejo clandestino y reciben un ultimátum, quedarse un mes en el bloque de prisiones de la escuela o ser expulsados. Los chicos aceptan el encarcelamiento y se ven obligados a realizar duras tareas mientras cumplen su condena en la prisión, bajo la cruel vigilancia de las chicas del consejo. Kiyoshi se siente horrorizado al descubrir que sus cuatro compañeros son masoquistas que se deleitan con los castigos que les otorgan sus supervisoras, atractivas pero despiadadas.

## Personajes
Kiyoshi Fujino (藤野 清志 Fujino Kiyoshi?)
Voz por: Hiroshi Kamiya
Kiyoshi es el personaje principal de la serie y el primer chico en hacer contacto con una chica de Hachimitsu, Chiyo, de quien se enamora.
Takehito Morokuzu (諸葛 岳人 Morokuzu Takehito?)
Voz por: Katsuyuki Konishi
Apodado "Gakuto". Es el chico con gafas en el grupo. Habla en japonés antiguo. Es un apasionado del Romance de los Tres Reinos y a menudo al que se le ocurren los planes para salir de los apuros.
Shingo Wakamoto (若本 真吾 Wakamoto Shingo?)
Voz por: Kenichi Suzumura
Chico rubio con apariencia de delincuente y amigo de la infancia de Kiyoshi. Está enamorado de Anzu.
Jōji Nezu (根津 譲二 Nezu Jōji?)
Voz por: Daisuke Namikawa
Apodado "Joe". Es el personaje más extraño del grupo. Tiene una extraña enfermedad que le hace toser sangre constantemente, siempre lleva una capucha, y tiene una granja de hormigas.
Reiji Andō (安堂 麗治 Andō Reiji?)
Voz por: Kazuyuki Okitsu
Apodado "Andre". Es el chico gordo del grupo. Él se preocupa profundamente por sus amigos. También es un masoquista extremo.

### Consejo estudiantil clandestino
Mari Kurihara (栗原 万里 Kurihara Mari?)
Voz por: Sayaka Ohara
Mari es la presidenta del consejo estudiantil clandestino. Ella es la hija del director del Instituto Hachimitsu y la hermana de Chiyo.
Meiko Shiraki (白木 芽衣子 Shiraki Meiko?)
Voz por: Shizuka Itō
Meiko es la vicepresidenta del consejo estudiantil clandestino. Ella se encarga de vigilar a los chicos mientras están en la cárcel, donde suele maltratarlos. Alta, de cuerpo voluptuoso y físicamente fuerte, es consumada practicante de judo.
Hana Midorikawa (緑川 花 Midorikawa Hana?)
Voz por: Kana Hanazawa
Hana es la secretaria del consejo de estudiantes clandestino. Tiene un gran rencor hacia Kiyoshi por hacerle quedar en ridículo. Aprovechando su condición de karateca (es una de las cuatro campeonas de la institución), vive pateando a los muchachos en la cárcel.

## Media

### Manga
El manga comenzó a publicarse el 7 de febrero de 2011, bajo el patrocinio de Kodansha, concluyendo el 25 de diciembre de 2017, con una la publicación total de 28 volúmenes, saliendo el último de ellos el 6 de abril de 2018. Ha sido anunciado que en la próxima edición de la revista Young Magazine de la editorial Kōdansha saldrá un manga spin-off titulado Fukukaichō wa Ganbaru, escrito por ReDrop.

### Anime
La serie de anime contó con 12 episodios que cubrieron los primeros 84 capítulos del manga. Además ha salido una OVA, el 4 de marzo de 2016, que sigue la historia donde el anime la dejó. Tanto el opening Ai no Prison (愛のプリズン) como el ending Tsumibukaki Oretachi no Sanka (罪深き 俺たちの賛歌) de la serie fueron interpretados por el grupo "Kangoku Danshi (監獄男子)" formado por los cinco seiyūs protagonistas: Hiroshi Kamiya, Katsuyuki Konishi, Ken'ichi Suzumura, Daisuke Namikawa y Kazuyuki Okitsu.
Ha sido licenciado en España por Japan Weekend en DVD y en Blu-ray, que solo esta en versión original con subtítulos y sin censura. Se puede comprar en Amazon.com.

### Dorama
En agosto de 2015, se anunció una adaptación dramática (o dorama) con actores reales, dirigida por Noboru Iguchi en el estudio de producción Robot. La serie se estrenó el 26 de octubre de 2015, y se emitió en MBS y TBS. La canción principal de apertura es "Shōdō" ("Urge"), que fue interpretada por HaKU.

## Recepción
Durante el mes de agosto de 2016 el volumen 22 del manga ha sido el 8º más vendido en Japón, con 265.571 copias. El 23º volumen fue el 6º manga más vendido en su semana de lanzamiento, con 86.684 copias, y llegando a vender 226.990 copias en noviembre de 2016, siendo el 8º manga más vendido en Japón.